# Carter (Wyoming)
Carter és una concentració de població designada pel cens dels Estats Units a l'estat de Wyoming. Segons el cens del 2000 tenia 8 habitants.

## Demografia
Segons el cens del 2000, Carter tenia vuit habitants, 4 habitatges, i 3 famílies. La densitat de població era d'1 habitant per km².
Dels 4 habitatges en un 25% hi vivien nens de menys de 18 anys, en un 75% hi vivien parelles casades, en un 0% dones solteres, i en un 25% no eren unitats familiars. En el 25% dels habitatges hi vivien persones soles el 25% de les quals corresponia a persones de 65 anys o més que vivien soles. El nombre mitjà de persones vivint en cada habitatge era de 2 i el nombre mitjà de persones que vivien en cada família era de 2,33.
Per edats la població es repartia de la següent manera: un 12,5% tenia menys de 18 anys, un 0% entre 18 i 24, un 12,5% entre 25 i 44, un 62,5% de 45 a 60 i un 12,5% 65 anys o més.
L'edat mediana era de 50 anys. Per cada 100 dones de 18 o més anys hi havia 133,3 homes.
La renda mediana per habitatge era de 12.083 $ i la renda mediana per família de 80.488 $. Els homes tenien una renda mediana de 51.250 $ mentre que les dones 26.250 $. La renda per capita de la població era de 27.229 $. Cap de les famílies estaven per davall del llindar de pobresa.

## Poblacions més properes
El següent diagrama mostra les poblacions més properes.